# Pugilato ai Giochi della X Olimpiade - Pesi mosca
La competizione della categoria pesi mosca (fino a 50,8 kg) di pugilato ai Giochi della X Olimpiade si tenne dal 9 al 13 agosto 1932 al Grand Olympic Auditorium di Los Angeles.

## Classifica finale
| Pos.    | Atleta              | Nazione       |
| ------- | ------------------- | ------------- |
| Oro     | István Énekes       | Ungheria      |
| Argento | Francisco Cabañas   | Messico       |
| Bronzo  | Louis Salica        | Stati Uniti   |
| 4       | Tommy Pardoe        | Gran Bretagna |
| 5       | Kiyonobu Murakami   | Giappone      |
| 5       | Ivan Duke           | Sudafrica     |
| 5       | Werner Spannagel    | Germania      |
| 5       | Edelweiss Rodriguez | Italia        |
| 9       | Jackie Callura      | Canada        |
| 9       | Juan Trillo         | Argentina     |
| 9       | Gaston Fayaud       | Francia       |
| 9       | John Gray           | Filippine     |

### Risultati
|  | Primo Turno 9 agosto | Primo Turno 9 agosto | Primo Turno 9 agosto |  |  | Quarti di Finale 10 agosto | Quarti di Finale 10 agosto | Quarti di Finale 10 agosto |         |                   | Semifinale 11 agosto | Semifinale 11 agosto | Semifinale 11 agosto |         |              | Finale 13 agosto | Finale 13 agosto | Finale 13 agosto |
|  |                      |                      |                      |  |  |                            |                            |                            |         |                   |                      |                      |                      |         |              |                  |                  |                  |
|  | István Énekes        | István Énekes        | P                    |  |  |                            |                            |                            |         |                   |                      |                      |                      |         |              |                  |                  |                  |
|  | Gaston Fayaud        | Gaston Fayaud        |                      |  |  | István Énekes              | István Énekes              | P                          |         |                   |                      |                      |                      |         |              |                  |                  |                  |
|  | Edelweiss Rodriguez  | Edelweiss Rodriguez  | P                    |  |  | Edelweiss Rodriguez        | Edelweiss Rodriguez        |                            |         |                   |                      |                      |                      |         |              |                  |                  |                  |
|  | John Gray            | John Gray            |                      |  |  |                            |                            |                            |         | István Énekes     | István Énekes        | P                    |                      |         |              |                  |                  |                  |
|  |                      |                      |                      |  |  |                            | Tommy Pardoe               |                            |         |                   |                      |                      |                      |         |              |                  |                  |                  |
|  |                      |                      |                      |  |  | Tommy Pardoe               | Tommy Pardoe               | P                          |         |                   |                      |                      |                      |         |              |                  |                  |                  |
|  |                      |                      |                      |  |  | Kiyonobu Murakami          |                            |                            |         |                   |                      |                      |                      |         |              |                  |                  |                  |
|  |                      |                      |                      |  |  |                            |                            |                            |         |                   | István Énekes        | István Énekes        | P                    |         |              |                  |                  |                  |
|  |                      |                      |                      |  |  |                            | Francisco Cabañas          | Francisco Cabañas          | Argento |                   |                      |                      |                      |         |              |                  |                  |                  |
|  |                      |                      |                      |  |  | Francisco Cabañas          | Francisco Cabañas          | P                          |         |                   |                      |                      |                      |         |              |                  |                  |                  |
|  |                      |                      |                      |  |  | Ivan Duke                  |                            |                            |         |                   |                      |                      |                      |         |              |                  |                  |                  |
|  |                      |                      |                      |  |  |                            |                            |                            |         | Francisco Cabañas | Francisco Cabañas    | P                    |                      | 3 posto | 3 posto      | 3 posto          |                  |                  |
|  | Louis Salica         | Louis Salica         | P                    |  |  |                            | Louis Salica               | Louis Salica               |         |                   |                      |                      |                      |         |              |                  |                  |                  |
|  | Jackie Callura       | Jackie Callura       |                      |  |  | Louis Salica               | Louis Salica               | P                          |         |                   |                      |                      |                      |         | Louis Salica | Louis Salica     | FF               |                  |
|  | Werner Spannagel     | Werner Spannagel     | P                    |  |  | Werner Spannagel           | Werner Spannagel           |                            |         | Tommy Pardoe      | Tommy Pardoe         |                      |                      |         |              |                  |                  |                  |
|  | Juan Trillo          |                      |                      |  |  |                            |                            |                            |         |                   |                      |                      |                      |         |              |                  |                  |                  |